# 400 mètres haies masculin aux Jeux olympiques d'été de 1960
Navigation
Melbourne 1956 Tokyo 1964
L'épreuve du 400 mètres haies masculin aux Jeux olympiques de 1960 s'est déroulée du 31 août au 2 septembre 1960 au Stade olympique de Rome, en Italie.  Elle est remportée par l'Américain Glenn Davis.

## Résultats

### Finale
| Rang               | Athlète         | Pays                       | Temps   | Notes |
| ------------------ | --------------- | -------------------------- | ------- | ----- |
| Médaille d'or      | Glenn Davis     | États-Unis                 | 49 s 51 | OR    |
| Médaille d'argent  | Clifton Cushman | États-Unis                 | 49 s 77 |       |
| Médaille de bronze | Richard Howard  | États-Unis                 | 49 s 90 |       |
| 4                  | Helmut Janz     | Équipe unifiée d’Allemagne | 50 s 05 |       |
| 5                  | Jussi Rintamäki | Finlande                   | 50 s 98 |       |
| 6                  | Bruno Galliker  | Suisse                     | 51 s 11 |       |